# Andrzej Tyc
Andrzej Tyc (ur. 4 czerwca 1942 w Pułtusku) – polski matematyk, profesor nauk matematycznych, senator II kadencji.

## Życiorys
Ukończył w 1966 studia matematyczne na Wydziale Matematyki, Fizyki i Chemii Uniwersytetu Mikołaja Kopernika w Toruniu, po których rozpoczął karierę naukową. W 1970 obronił doktorat w Instytucie Matematycznym Polskiej Akademii Nauk, w 1977 habilitował się. W 2003 otrzymał tytuł profesora nauk matematycznych. Pracuje jako wykładowca na Wydziale Matematyki i Informatyki Uniwersytetu Mikołaja Kopernika w Toruniu.
Od połowy lat 60. aktywnie uczestniczył w spotkaniach duszpasterstwa akademickiego jezuitów w Toruniu. Pod koniec tej samej dekady wszedł w skład zarządu Klubu Inteligencji Katolickiej w Toruniu. W latach 1973–1977 był prezesem tej organizacji. W grudniu 1981 został członkiem Prymasowskiej Rady Społecznej. W latach 80. należał do aktywnych działaczy opozycji demokratycznej w regionie. Obok m.in. Antoniego Stawikowskiego brał udział w Tajnym Konwencie Doradców Regionu, stanowiącym organ doradczy „Solidarności”. W stanie wojennym został internowany na okres od 13 grudnia 1981 do 27 lutego 1982.
Od 1990 do 1992 zajmował stanowisko wojewody toruńskiego. Należał do założycieli ROAD i Unii Demokratycznej. W latach 1991–1993 z ramienia UD sprawował mandat senatora II kadencji. Doradzał też premier Hannie Suchockiej przy projektowaniu reformy samorządowej (jako główny negocjator rządu do spraw mapy powiatowej). W 1993 bez powodzenia ubiegał się o reelekcję. Od 1994 był członkiem Unii Wolności. Był członkiem komitetu poparcia Bronisława Komorowskiego przed wyborami prezydenckimi w 2010 i w 2015.
Jest mężem profesor Zofii Mocarskiej-Tycowej, literaturoznawczyni, kierowniczki Zakładu Wiedzy o Kulturze w Instytucie Literatury Polskiej UMK. Odznaczony Krzyżem Kawalerskim (2000) i Oficerskim (2007) Orderu Odrodzenia Polski oraz Krzyżem Wolności i Solidarności (2015).